# بلاك بيري تورش
بلاك بيري تورش (بالإنجليزية: BlackBerry Torch)‏ هو هاتف ذكي من ريسيرش إن موشن يعمل بنظام بلاك بيري، تم طرحه في الأسواق في 2010.

## الخصائص
- نظام التشغيل: بلاك بيري
- الشاشة: 360×480
- الوزن: 161.1 غرام
- الذاكرة: 512 ميجابايت رام